# Rajka trubač
Rajka trubač (Phonygammus keraudrenii, dříve Manucodia keraudrenii) je středně velký druh ptáka z čeledi rajkovitých. Má 9 poddruhů (P. k. adelberti, P. k. aruensis, P. k. diamondi, P. k. gouldii, P. k. hunsteini, P. k. jamesii, P. k. keraudrenii, P. k. neumanni a P. k. purpureoviolaceus).
Jméno získal díky svému pískání znějícímu spíše jako troubení, vědecký název připomíná francouzského lékaře Pierra François Keraudrena.
Je chována jen v jedné evropské zoo a to v Zoo Berlín.[zdroj?]

## Charakteristika
Rajka trubač je asi 31 cm dlouhá, má protáhlá pírka na hlavě, které připomínají rohy a volné peří na krku. Peří na těle je načernalé a na světle se kovově leskne v zelených, modrých a fialových barvách. Má červenou duhovku, tmavý zobák, ústa a nohy. Samice se podobá samci, ale je menší a má jednotvárnější v barvu. Tento druh je monogamní.
Sídlí po celých nížinných deštných pralesích severovýchodní Austrálie, Nové Guiney a na okolních ostrovech. Živí se především ovocem a členovci.